# Parafia Najświętszej Maryi Panny Królowej Pokoju w Baniosze
Parafia pw. Najświętszej Maryi Panny Królowej Pokoju w Baniosze – parafia rzymskokatolicka znajdująca się w dekanacie konstancińskim, archidiecezji warszawskiej, metropolii warszawskiej Kościoła katolickiego, w Baniosze. 

## Historia
Została ona erygowana 20 września 1952 roku przez arcybiskupa Stefana Wyszyńskiego.

### Kościół parafialny
Kościół parafialny pod wezwaniem Chrystusa Dobrego Pasterza zbudowano w latach 1960-1963 według projektu Stanisława Czernego. W latach 1964–65 wybudowano wieżę.